# Franz Ignaz Oefele

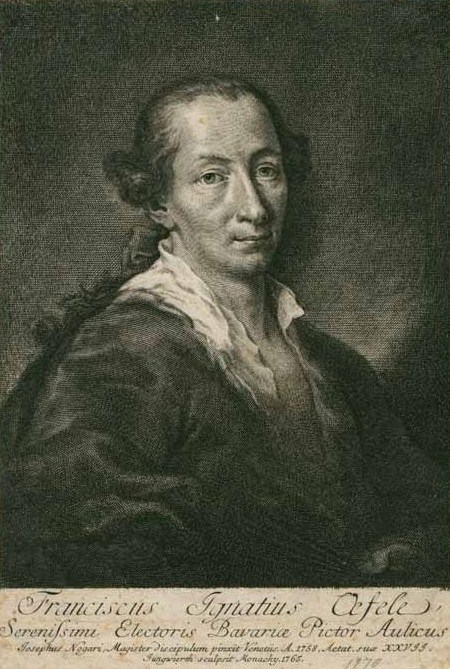
Franz Ignaz Oefele, 37 Jahre alt
Maler: Giuseppe Nogari, 1758
Kupferstich: Franz Xaver Jungwirth, 1765

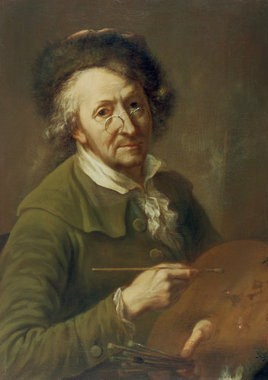
Franz Ignaz Oefele, 70 Jahre alt
Selbstbildnis von 1791

Franz Ignaz Oefele (* 26. Juni 1721 in Posen; † 18. September 1797 in München) war ein deutscher Maler, Radierer und Miniaturmaler.

## Leben
Oefele, ein jüngerer Vetter des Münchner Historikers und Bibliothekars Andreas Felix von Oefele, war der Sohn des Kleinuhrmachers Sebastian Oefele aus Schrobenhausen in Bayern. Da der Vater starb, als Oefele ein halbes Jahr alt war, wuchs dieser bei seinem Onkel auf, einem Bierbrauer in Landsberg am Lech. Dort erlernte er die Grundzüge der Malerei bei Simon Maier, später in Ingolstadt bei Melchior Buchner und schließlich in Augsburg bei Gottfried Bernhard Göz. Anschließend bildete er sich in München beim kurfürstlich bayerischen Hofmaler Balthasar Augustin Albrecht weiter. Nachdem er noch einige Zeit bei verschiedenen bayerischen Künstlern gearbeitet hatte, ging er nach Venedig, wo ihn durch Albrechts Vermittlung Giuseppe Nogari aufnahm und 1758 ein Porträt von ihm malte, das Franz Xaver Jungwirth 1765 in Kupfer stach.
In Venedig blieb er sechs Jahre und studierte anschließend zwei Jahre in Rom beim englischen Historienmaler John Parker. Außerdem soll er beim flämischen Maler Jan Frans van Bloemen (1662–1749) studiert haben, der in Frankreich und Italien tätig war. Nach insgesamt acht Jahren in Italien kehrte Oefele nach München zurück, wo ihn der bayerische Kurfürst Maximilian III. zum Hofmaler und 1770 zum ersten Professor der Zeichenklasse und künstlerischen Leiter der am 7. März 1770 gegründeten Akademie der Bildenden Künste München („Zeichnungs Schule respective Maler und Bildhauer Academie zur Beförderung und Aufnam der Künste“) mit einem Jahresgehalt von 100 Gulden ernannte. Zu seinen Schülern gehörten Johann Georg von Dillis und Johann Edlinger. Auch war er Mitglied der Kunstakademie Düsseldorf.
Trotz erfolgreicher Arbeit hinterließ Oefele bei seinem Tod 1797 seine Familie in finanziell schwierigen Verhältnissen.
Oefele galt als Ausläufer der alten italienischen Schule, doch hatte ihn auch der beginnende Klassizismus schon beeinflusst. Er war also ein Künstler des Übergangs, allerdings mit größerer Zuneigung zur früheren Kunstrichtung. Oefele malte überwiegend Altargemälde, Staffeleibilder und Porträts. So malte er 1775 beispielsweise für die Schifferkirche St. Nikola in Oberndorf bei Salzburg das Blatt des Rupertusaltares, 1780 für die Pfarrkirche Mattighofen das Hochaltarbild – nach dem sein Akademie-Nachfolger Andreas Seidl (1760–1836) später eine Radierung herstellte – ferner im Auftrag des Propstes Franz Töpsl für das Kloster Polling einen Ecce homo und einen Christus, der für die Geißelung entkleidet wird, sowie einen Christus mit der Samariterin am Brunnen für die Kirche zu Winhöring. Für die Sakristei der Münchner Theatinerkirche malte er das lebensgroße Kniestück der Kurfürstin Adelheid. In der Schlossgalerie Schleißheim hing ein Selbstbildnis des Künstlers von 1791, das heute zur Bayerischen Staatsgemäldesammlungen (Neue Pinakothek, Inventar-Nr. 49) gehört und ihn bei der Arbeit mit Pinsel und Palette zeigt, auf der Nase einen Zwicker.
Oefeles Porträts seines Lehrers Balthasar Augustin Albrecht (1765), des Dichters Mathias Etenhueber (1770) und des Bildhauers Johann Baptist Straub (1779) wurden später von Jungwirth in Kupfer gestochen, das des Theologen Ferdinand Sterzinger (1775) von Johann Michael Söckler (1744–1781). Auch einige Radierungen von Oefele sind bekannt wie die Ansichten des Klosters Polling und die Tochter des Dibutades zu Korinth zeichnet den Schatten ihres Geliebten an die Wand (1769).